# Santa Bárbara do Leste
Santa Bárbara do Leste là một đô thị thuộc bang Minas Gerais, Brasil. Đô thị này có diện tích 110,789 km², dân số năm 2007 là 7451 người, mật độ 72,1 người/km².